# Mieczysław Mieszczankowski

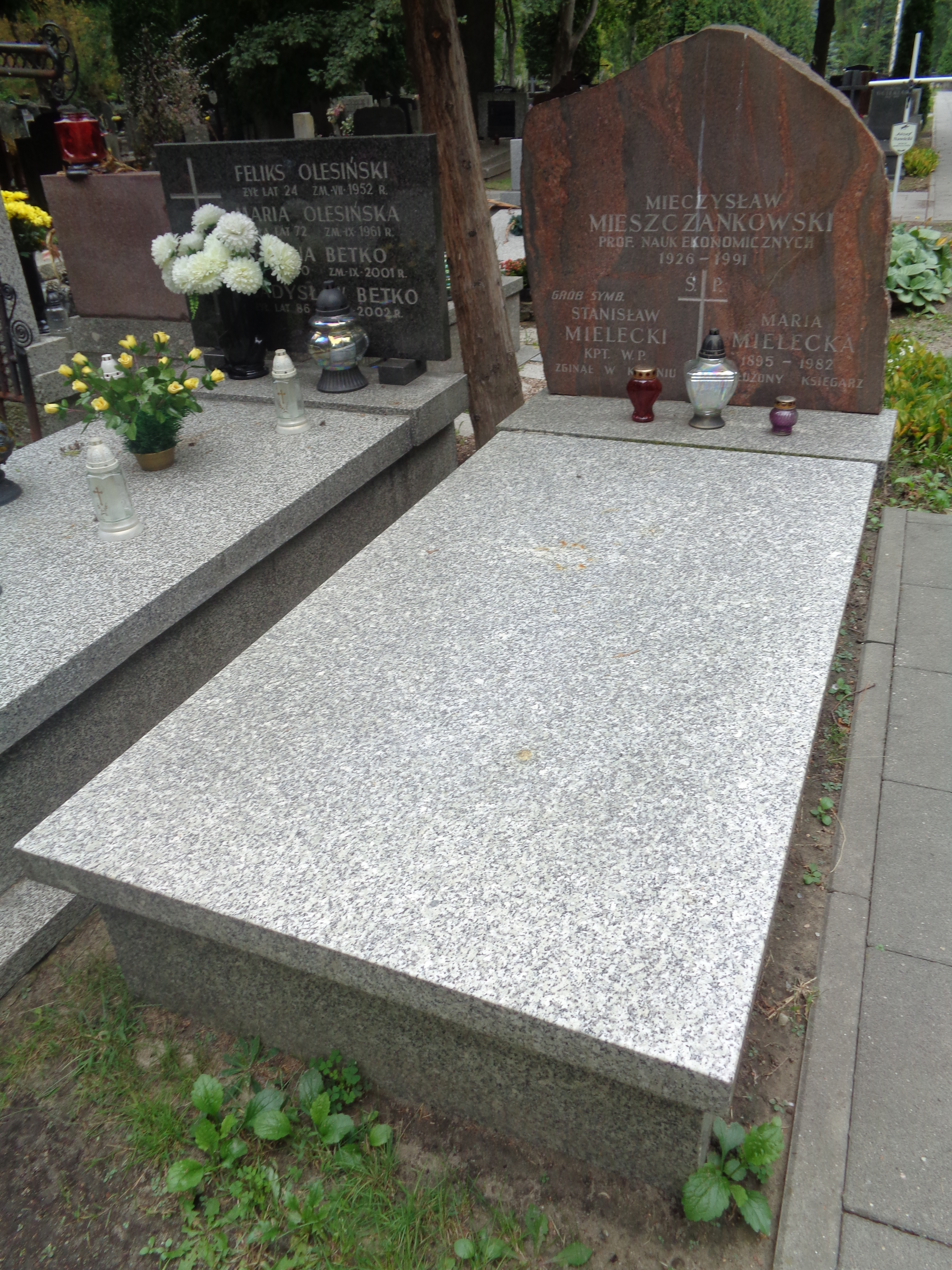
Grób Mieczysława Mieszczankowskiego na Cmentarzu Wojskowym na Powązkach

Mieczysław Mieszczankowski (ur. 3 lutego 1926 w Skrzyńsku, zm. 17 listopada 1991) – polski ekonomista marksistowski specjalizujący się w tematyce renty gruntowej i ekonomiki rolnictwa, profesor nauk ekonomicznych, wiceminister finansów w rządzie Wojciecha Jaruzelskiego (1981–1982).

## Życiorys
W czasie okupacji niemieckiej pracował jako robotnik. Od 1945 do 1946 był instruktorem w Komitecie Miejskim Polskiej Partii Robotniczej. Od lipca 1948 do grudnia 1949 był referentem w Ministerstwie Handlu Zagranicznego. W 1950 ukończył studia i do 1952 był asystentem w Katedrze Ekonomii Politycznej w Szkole Głównej Planowania i Statystyki w Warszawie. W latach 1951–1954 był aspirantem w Instytucie Kształcenia Kadr Naukowych przy KC PZPR. Od 1954 do 1956 był instruktorem w Wydziale Organizacyjnym KC PZPR. W okresie 1955–1957 pracował jako adiunkt na Uniwersytecie Warszawskim, a równocześnie od 1956 do 1957 był adiunktem w Instytucie Nauk Społecznych przy KC PZPR. Od 1957 był zastępcą profesora w Katedrze Ekonomii Wyższej Szkoły Nauk Społecznych przy KC PZPR, a od 1963 do 1968 docentem etatowym tejże katedry. Pracując w WSNS, od 1958 był zastępcą kierownika Katedry Ekonomii Politycznej, od 1962 prodziekanem, a następnie od 1963 do 1968 dziekanem Wydziału Ekonomicznego tej uczelni.
Od 1959 do 1980 współpracował z redakcją tygodnika „Życie Gospodarcze”. W latach 1967–1969 był sekretarzem generalnym Zarządu Głównego Polskiego Towarzystwa Ekonomicznego. Od czerwca 1969 do listopada 1981 pełnił funkcję dyrektora Instytutu Finansów w Warszawie.  Od stycznia 1982 do lutego 1983 sprawował urząd podsekretarza stanu w Ministerstwie Finansów. W latach 1984–1990 był redaktorem naczelnym czasopisma Studia Ekonomiczne, wydawanego przez Instytut Nauk Ekonomicznych PAN.
Został pochowany na Cmentarzu Powązkowskim-Wojskowym (kwatera C21- rząd 4- grób 13).

## Najważniejsze prace
- Struktura agrarna Polski międzywojennej (1960)
- Teoria renty absolutnej (1964)
- Monopol: rozwój kapitalizmu od stadium wolnokonkurencyjnego do monopolistycznego i państwowo-monopolistycznego (tom 1: 1974, tom 2: 1979. tom 3: 1982)
- Rolnictwo II Rzeczypospolitej (1983)
- Ekonomia: zarys popularny (1987)
- Keynesizm lat osiemdziesiątych (1990)

## Nagrody
- Nagroda im. Ludwika Waryńskiego (1988) za podręcznik "Ekonomia. Zarys popularny" (Książka i Wiedza, 1987)[4]